# 豊崎県
豊崎県（とよさきけん）は、1869年（明治2年）に摂津国の旧幕府領・旗本領を管轄するために明治政府によって設置された県。管轄地域は現在の大阪府北部から兵庫県南東部に分布している。本項では前身の摂津県（せっつけん）についても記す。

## 概要
1869年（明治2年）に大阪府が大坂三郷（大坂町奉行支配の北組・南組・天満組）とその町および属邑のみを管轄することとなり、その他の地域を分割したときに設立された。しかし、わずか1年弱で兵庫県に編入されて廃止された。その後の第1次府県統合により、旧豊崎県域は川辺郡を除いて順次大阪府に再編入された。なお、豊崎県知事であった陸奥宗光は引き続き兵庫県知事を務めた。

## 沿革
- 1868年（慶応4年）
  - 2月 - 大坂裁判所に町地を除く周辺部を管轄する司農局を設置。
  - 5月2日 - 大坂裁判所司農局が大阪府司農局となる。
  - 6月8日 - 大阪府司農局が南北に分割。
- 1869年（明治2年）
  - 1月20日 - 大阪府北司農局の管轄地域に摂津県が発足。県庁は西成郡山口村（現在の大阪市東淀川区東中島五丁目27-44）の崇禅寺[1]に設置。
  - 1月 - 西成郡、東成郡の一部を大阪府に編入。
  - 5月10日 - 豊崎県に改称。
  - 8月2日 - 兵庫県に編入。同日豊崎県廃止。
  - 9月21日 - 兵庫県のうち西成郡、東成郡、住吉郡を大阪府に編入。
- 1871年（明治4年）11月20日 - 第1次府県統合により、兵庫県のうち川辺郡を除く旧豊崎県の管轄区域を大阪府に編入。

## 管轄地域
- 摂津国
  - 島上郡のうち - 24村（高槻藩預所14村、旗本領11村、高槻藩領1村）
  - 島下郡のうち - 56村（高槻藩預所14村、旗本領19村、仙洞御領4村、閑院宮家領1村、一橋徳川家領10村、田安徳川家領12村、芝村藩領4村、高槻藩領1村）
  - 豊島郡のうち - 182村（幕府領37村、旗本領26村、九条家領1村、一橋徳川家領23村、飯野藩領15村）
  - 能勢郡のうち - 36村（高槻藩預所18村、旗本領13村、飯野藩領4村、高槻藩領1村）
  - 川辺郡のうち - 100村（旗本領28村、一橋徳川家領20村、田安徳川家領3村、近衛家領12村、尼崎藩領32村、麻田藩領13村、飯野藩領9村、岡部藩領3村、小泉藩領2村、篠山藩領2村）

なお相給が存在するため、村数の合計は一致しない。

## 歴代知事

### 摂津県
- 1869年（明治2年）1月20日 - 1869年（明治2年）5月10日 ： 知事・陸奥宗光（元和歌山藩士）

### 豊崎県
- 1869年（明治2年）1月20日 - 1869年（明治2年）6月20日 ： 知事・陸奥宗光（前摂津県知事）
- 1869年（明治2年）6月20日 - 1869年（明治2年）8月2日 ： 不在